# 5,45 × 39 mm

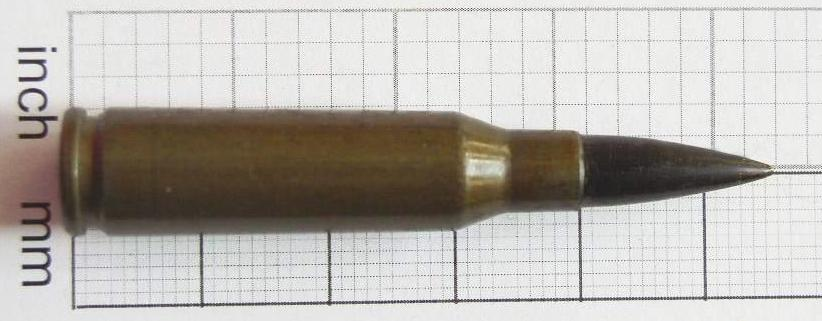
Náboj 5,45 × 39 mm

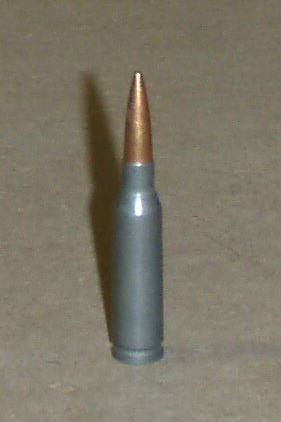
Verze s ocelovou nábojnicí

Sovětský náboj 5,45 × 39 mm se začal používat v roce 1974 pro AKS-74U a útočnou pušku AK-74. Nahradil tak starší náboj 7,62 × 39 mm.
Jádro střely se skládá zejména z měkké oceli. V přední části střely pod tenkým měděným pláštěm je dutina naplněná vzduchem. Zadní část má kuželovitý tvar, aby při letu za střelou nevznikalo vakuum. Navíc je na konci střely jakási zátka z olova. Tyto všechny okolnosti mají za následek velmi výrazné posunutí těžiště do zadní části střely. Díky tomu se při nárazu do pevné překážky střela velmi snadno destabilizuje a při průletu tkáněmi neletí rovně, ale otáčí se. Tím se výrazně zvětšuje velikost střelného kanálu.
Tím, že se střela otáčí kolem své osy, vytvoří dvě dočasné dutiny. Jednu v hloubce 10 cm a druhou v hloubce 40 cm (Průměrná šířka lidského trupu je 40 cm). To je srovnatelné s moderní municí 7,62 × 39 mm.

## Specifikace

5,45 × 39 mm
A: plášť střely
B: ocelové jádro
C: hollow point (dutinka)
D: olověná výplň
E: výmetná slož (typicky střelný prach)
Pro vysvětlení funkce jednotlivých částí viz Projektil.

Délka náboje: 56,7 mm

Hmotnost náboje: 10,6 g

Délka střely: 25 mm

Hmotnost střely: 3,415 g

Úsťová rychlost: 900 m/s

Úsťová energie: 1385 J

Účinný dostřel: 400–600 m

## Synonyma názvu
Obdobné či alternativní názvy této ráže:
- 5,4 mm AKS 74
- 5,4 mm AK 74
- 5,45 mm Soviet
- 5,45 mm Kalashnikov
- 5,45 × 39,5 Russian
- 5,45 × 39,5 Soviet 1974
- SAA 0540

## Využití
- A-91 - Ruská útočná puška
- AEK-971
- AK-12
- AK-74
- AKS-74
- AK-107
- AN-94
- CZ 2000 – prototypový zbraňový systém (původní provedení)
- karabinek wz. 1988 Tantal[3]
- RPK-74